# 达芒文
达芒文（Tamyig script）用于书写达芒语，简化自藏文。
达芒语社群有自己的达芒文。有几部书以这种语言出版。2001年，锡金邦知识产权局开始用达芒语出版官方报纸《锡金先驱报》（Sikkim Herald）。Konjyosom农村政府将达芒语和达芒文作为课程在当地教授。